# جیلیز
جیلیز (بر وزن نیریز)، در واقع همان پالیز است که بارها در شاهنامه فردوسی
و کتبی چون «انیس الطالبین» بخاری آمده و با ورود اعراب به ایران زمین، تبدیل به جالیز شده است.
در ترانه پائیز (کورش یغمایی) و شعر در گلستانه سهراب سپهری... به مضمون جیلیز (جالیز) اشاره شده است.
جیلیز شامل خانواده کدوییان (خیار، خربزه، هندوانه، طالبی..) می‌شود، هرچند در شاهنامه به رویش درخت سرو نیز در کنار آن اشاره شده است.
به پالیز چون برکشد سرو شاخ
سرسبز شاخش برآید به کاخ
...
در شهرهای قدیمی ایران وازه جیلیز زیاد به کار می‌رود.
- جیلیز را «شته»[۲] زده و از مترسک جیلیز[پانویس ۳] هم کاری ساخته نیست.
- گل جیلیز[پانویس ۴] و مگس جیلیز[پانویس ۵] آفت بدی برای میوه‌ها است.
- جیلیزکاری، امسال برکت داشت.
- بیا بریم سر جیلیز = بریم کنار مزرعه ای که خیار و صیفی‌جات در آن کاشته شده است.